# Музеј Нобелове награде
Музеј Нобелове награде (раније Нобелов музеј швед. Nobelmuseet) се налази у бившој згради берзе на северној страни трга Стурторјет у Гамла Стану, старом граду у централном Стокхолму, у Шведској. (Шведска академија и Нобелова библиотека су такође у истој згради.) Музеј Нобелове награде приказује информације о Нобеловој награди и добитницима Нобелове награде, као и информације о оснивачу награде Алфреду Нобелу (1833–1896). Стална поставка музеја укључује многе артефакте које су донирали нобеловци, представљене заједно са личним животним причама.

## Историја
Нобелов музеј отворен је у пролеће 2001. поводом 100. годишњице Нобелове награде. Његово име је промењено у Музеј Нобелове награде 2019. године, у сарадњи са Ериком Ланер која је постала нова директорка музеја.
Према манифесту музеја, намере су да се „рефлектује и гледа у будућност и сећа на Нобеловце и њихова достигнућа, као и на Нобелову награду и Алфреда Нобела“. Да би постигао ове циљеве, музеј нуди изложбе, филмове, позоришне представе и дебате везане за науку; поред свог бистроа и продавнице. Музејске изложбе представљају истакнуте добитнике Нобелове награде као што су Марија Кири, Нелсон Мандела и Винстон Черчил.
Музеј често нуди креативне изложбе као што су „Sketches of science“, изложба фотографија са 42 нобеловца који су фотографисани са сопственом скицом свог нобеловског открића. Ова изложба је приказана и у другим деловима света, укључујући Дубаи и Сингапур.
За посетиоце који желе да донесу део музеја кући, доступна је сувенирница која садржи предмете о Алфреду Нобелу и музеју. Један од најпопуларнијих предмета је златна медаља Алфреда Нобела направљена од тамне чоколаде. Још један је шведски слаткиш "динамит" који је ароматизован халапењо љутом паприком. Током 2011. године, сувенирница је сарађивала са уметником Артаном Мансуријем који је направио слике које су симболизовале Нобелов живот. Поред тога, продавница нуди мноштво едукативних играчака за децу, књиге аутора награде и књиге о нобеловцима, као и уникатне предмете који се налазе само у радњи Нобеловог музеја.
Ту је и Бистро Нобел са Нобел чоколадом, шведским колачима, као и ручком и вечером. У бистроу се служи и сладолед Нобел; овај сладолед се може наћи само у Нобел Бистроу. Нобелов чај се обично служи сваке године на Нобеловом банкету.